# Strażnica KOP „Oleszczenica”

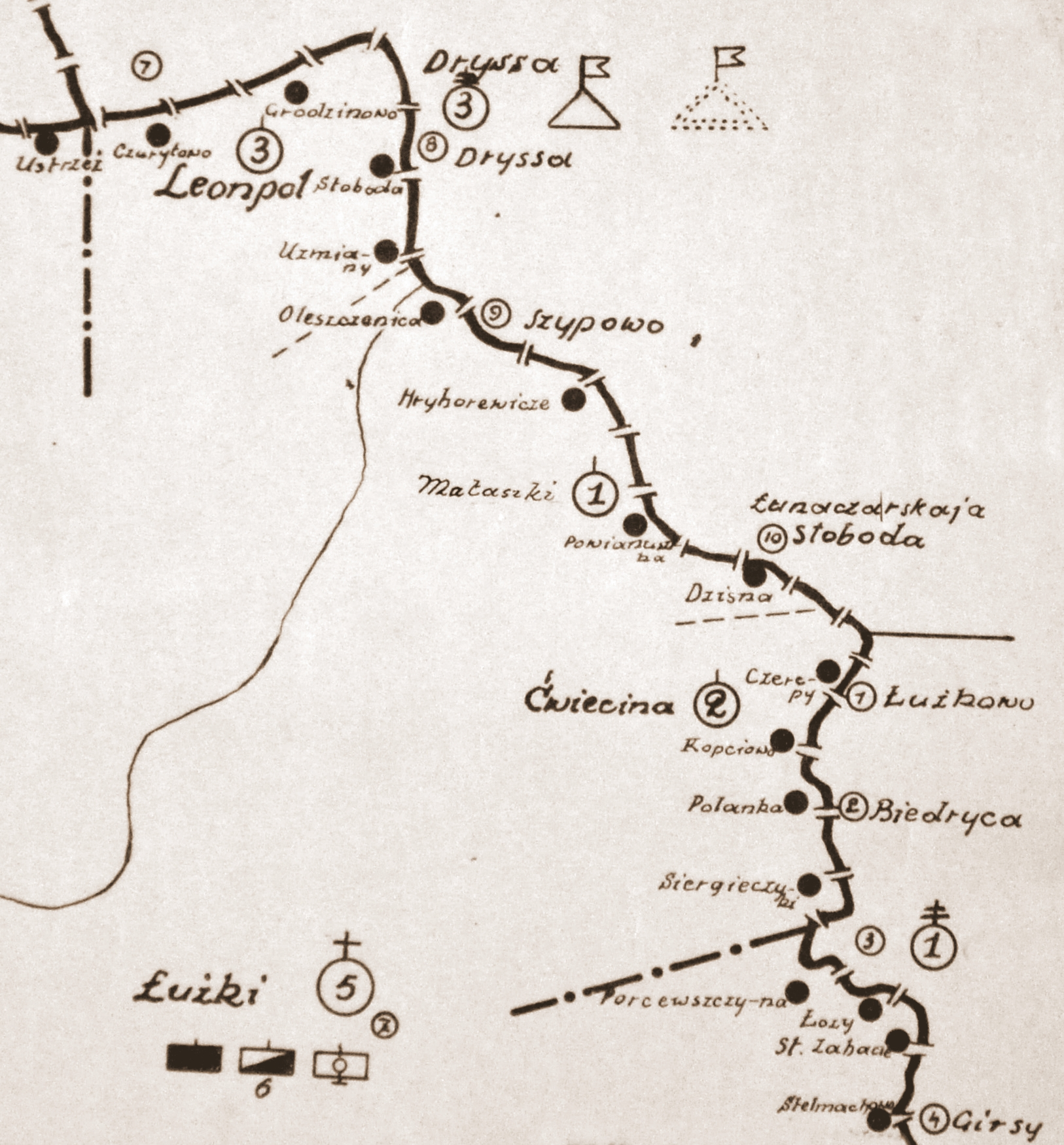
Batalion KOP „Łużki” w 1931

Strażnica KOP „Oleszczenica” – zasadnicza jednostka organizacyjna Korpusu Ochrony Pogranicza pełniąca służbę ochronną na granicy polsko-sowieckiej.

## Formowanie i zmiany organizacyjne
W 1924, w składzie 3 Brygady Ochrony Pogranicza, został sformowany 5 batalion graniczny. W 1928 w skład batalionu wchodziło 13 strażnic. Strażnica KOP „Oleszczenica” w latach 1928 – 1939 znajdowała się w strukturze 1 kompanii KOP „Małaszki”  batalionu KOP „Łużki”. Strażnica liczyła około 18 żołnierzy i rozmieszczona była przy linii granicznej z zadaniem bezpośredniej ochrony granicy państwowej.
W 1932 obsada strażnicy zakwaterowana była w budynku KOP. Strażnicę z macierzystą kompanią łączyła droga polna długości 16 km.

## Budynek strażnicy
Budynek strażnicy wybudowany został przez przedsiębiorstwo „S−ka Inżynierów Kijowskich” i przekazany w użytkowanie KOP 17 maja 1925. Strażnica posiadała fundamenty i cokoły murowane na zaprawie cementowej z kamienia polnego z ofugowaniem cokołu i ułożeniem warstwy izolacyjnej z papy smołowej. Ściany zewnętrzne i wewnętrzne wykonane były z bali sosnowych i jodłowych grubości 16 cm, a ścianki działowe grubości 10 cm. Dach pokryty był blachą ocynkowaną. Wieża strażnicy przymocowana do dachu klamrami i śrubami posiadała schody wejściowe. Strażnica posiadała 6 pieców postawionych na pancerzach blaszanych. Kuchnia posiadała dwa kotły z paleniskami. W strażnicy znajdowały się dwa sedesy ze ściankami i skrzyniami, w stajni zaś żłób, drabina i ściek.

## Służba graniczna
Podstawową jednostką taktyczną Korpusu Ochrony Pogranicza przeznaczoną do pełnienia służby ochronnej był batalion graniczny. Odcinek batalionu dzielił się na pododcinki kompanii, a te z kolei na pododcinki strażnic, które były „zasadniczymi jednostkami pełniącymi służbę ochronną”, w sile półplutonu. Służba ochronna pełniona była systemem zmiennym, polegającym na stałym patrolowaniu strefy nadgranicznej, wystawianiu posterunków alarmowych, obserwacyjnych i kontrolnych stałych, patrolowaniu i organizowaniu zasadzek w miejscach rozpoznanych jako niebezpieczne, kontrolowaniu dokumentów i zatrzymywaniu osób podejrzanych, a także utrzymywaniu ścisłej łączności między oddziałami i władzami administracyjnymi. Strażnice KOP stanowiły pierwszy rzut ugrupowania kordonowego Korpusu Ochrony Pogranicza.
Strażnica KOP „Oleszczenica” w 1932 ochraniała pododcinek granicy państwowej szerokości 7 kilometrów 900 metrów od słupa granicznego nr 43 do 48, a w 1938 pododcinek szerokości 10 kilometrów 900 metrów od słupa granicznego nr 42 do 49.
17 września 1939 strażnica KOP „Oleszczenica” zaatakowana została przez oddział pod dowództwem st. lejtn. Miroszkina. Siły sowieckiego oddziału oceniane są na równowartość co najmniej trzech kompanii strzeleckich. Obrzucona granatami strażnica stanęła w ogniu. Zaskoczona załoga podjęła walkę, tracąc 15 zabitych i 1 wziętego do niewoli. Potem poddała się. Straty sowieckie wyniosły 5 rannych.
Sąsiednie strażnice:
- strażnica KOP „Uzmiany” ⇔ strażnica KOP „Hryhorowicze” – 1928[2], 1929[3], 1931[4] , 1932[5], 1934[6]
- strażnica KOP „Słoboda” ⇔ strażnica KOP „Hryhorowicze” – 1938[7]

## Walki w 1939
Rankiem 17 września, ze względu na brak przepraw przez Dźwinę, Sowieci nie zaatakowali strażnicy „Hrychorowicze” oraz odwodu kompanii w Małaszkach.
Natomiast jeszcze przed 4:40 trzykompanijny oddział st. lejtn. Miroszkina zniszczył strażnicę „Oleszczenica”. Poległ oficer (?) i 14 szeregowych, do niewoli dostał się jeden szeregowy i 7 cywili. Straty napastników wyniosły 5 rannych.